# 桑岛法子
桑島法子（日语：／ Kuwashima Hōko，1975年12月12日—），日本女性配音員、歌手、旁白。出身於岩手縣膽澤郡金崎町。身高158cm。A型血。

## 簡介
青二Production所屬，青二塾東京校第15期出身。
為人熟悉的代表配音作品有《機動戰艦撫子號》女主角御統·百合香、《秀逗博士》女主角小泉美雪、《危險調查員》女主角平賀百合子、《炸彈人 彈珠人爆外傳》系列主角白寶、《神風怪盜貞德》主角怪盜貞德／日下部栗、《鋼鐵天使》&《鋼鐵天使2式》主角神維仲人&神維那己、《BLUE GENDER》女主角瑪琳·安潔、《無限的未知》的蓬仙葵、《機巧奇傳希窩烏戰記》主角希窩烏、《Z.O.E Dolores, i》主角桃樂絲·海斯、《犬夜叉》的珊瑚、《NOIR》主角夕叢霧香、《戰鬥陀螺》系列的才媛學〈土門喬〉、《笑園漫畫大王》的神樂、《機動戰士鋼彈SEED》的娜妲爾·巴吉路&芙蕾·阿斯達、《十二國記》的祥瓊、《超重神GRAVION》系列的莉露·傑拉拜亞、《機動戰士鋼彈SEED DESTINY》的史黛拉·路歇、《絢爛舞踏祭 The Mars Daybreak》女主角貝絲提摩娜·羅倫、《忘卻的旋律》主角波卡·塞萊納迪、《異域天使》主角瑪格麗特·巴頓、《魔法少女隊》的舒拉、《彩雲國物語》系列主角紅秀麗、《CLANNAD》的坂上智代、《CLAYMORE》主角克蕾雅、《劍豪生死鬥》的岩本三重、《光明之淚X風》的捷克蒂·艾茵、《獸裝機攻斷空我NOVA》的館華庫拉拉、《電腦線圈》的天澤勇子、《殭屍借貸》的紀多滿、《BAMBOO BLADE》的宫崎都、《SOUL EATER》的梅杜莎、《藥師寺涼子之怪奇事件簿》的室町由紀子、《數碼寶貝合體戰爭》的天野寧寧、《DARKER THAN BLACK -流星之雙子-》的紫苑·帕布利切柯、《薄櫻鬼》系列主角雪村千鶴、《Heartcatch 光之美少女！》的明堂院樹／陽光天使、《Keroro軍曹》的日向冬樹等。

### 來歷
桑島自從小時候就對演劇相當有興趣，因此在國內大型劇團四季劇團會來到她的家鄉舉行公演時，必定會求著家人購買門票進場觀賞。直到有一次漠然的觀賞時，她心想自己希望將來能加入該劇團。後來，桑島在看了吉卜力的動畫作品之後，成為她把聲優當目標的契機。國中時期，由於學校並沒有成立話劇社，因此每當校慶要舉辦話劇表演時她都會很熱烈的參加。
高中時期，桑島選擇岩手縣立黑澤尻北高校就讀，但就讀不到半年即休學。高3時改就讀別所縣立的高中、岩手縣立杜陵高等學校就讀，畢業後為了當聲優前往東京。
1995年，桑島以電視動畫《美少女戰士SuperS》（聲演路人女學生）出道。次年1996年為電視動畫《機動戰艦撫子號》女主角御統·百合香配音之後，成為獲得人氣自身第一次演女主角的代表作。1998年播出的電視動畫《炸彈人 彈珠人爆外傳》（聲演主角白寶）是桑島第一次主演的動畫作品，接著在次年1999年的電視動畫《神風怪盜貞德》（聲演主角怪盜貞德／日下部栗）再次得到主演的機會。
2010年起就任岩手縣的希望鄉岩手文化大使 （日語）。

### 人物
桑島擅長多種各種不同類型的角色。雖然從出道以來經常為小女孩到成熟女性配音，不過偶爾會幫少年進行配音。在這之中，讓桑島最投入的動畫角色是她出道後不久接下的《機動戰艦撫子號》女主角御統·百合香。演過《機動戰艦》之後，桑島心底渴望有機會幫少年、少女配音，因此在聲演《炸彈人 彈珠人爆外傳》系列主角白寶（同時是桑島第一次演主角）和《犬夜叉》的珊瑚這2部動畫（播出時間有3～4年）之後，成為她配音最久且廣為人知的代表作。
興趣有登山、藝術鑑賞（其中她喜歡看的是舞台表演和電影），並與事業學習兼顧，但也喜歡欣賞戲劇、電影、登山。喜歡的音樂種類是西洋音樂，當中最喜歡的是歌手大衛·鲍伊和樂團電台司令的歌曲。另外也很喜歡義大利飲食、喜歡的演員是大竹忍。此外，由於本身無法適應都市的生活，因此能通勤搭乘新幹線從岩手老家至東京進行與聲優工作相關的行程是她最大的心願。喜歡的男性是穩重又年長的類型，最喜歡的話是“貫徹始終”。似乎很容易喜歡上人。
據同事務所前輩小野坂昌也的說法，只要是沒有跟桑島很熟的人，跟她在一起時她絕對不會開口。另外，桑島在主演《彩雲國物語》期間，曾被同行綠川光和關智一先後賦予她「真傲嬌」。不只如此，綠川還給她「傲嬌師傅」這個稱號，但被跟桑島出道時期接近的淺野真澄回說「這樣的傲嬌，不覺得這樣很可愛嗎」。
根據本人表示雖然不太擅長使用網路，但是對網路電台、網路拍賣的操作卻很熟悉。因此從2012年12月12日開始舉辦朗讀夜活動時，是用iPad進行。並從2015年起以期間限定的方式在Twitter發文。

### 交友
出道以來與豐嶋真千子、池澤春菜的有不錯的交情。池澤說是從《超重神GRAVION》跟桑島合作之後而認識。
還有，後輩小見川千明從參加宮澤賢治作品的朗讀活動以來，與桑島有不錯的交情。
折笠富美子因為跟桑島的年齡相近，所以跟桑島有不錯的交情，而且還曾經受桑島的邀請2人一起舞台表演。
此外，曾跟桑島合作的男性聲優有綠川光、關智一、保志總一朗、石田彰、三木真一郎、置鮎龍太郎、子安武人、大塚明夫等人。女性聲優有豐口惠、久川綾、三石琴乃、坂本真綾、矢島晶子、朴璐美等人。
還有，桑島曾經受到後輩小見川千明、中島愛、佐藤聰美、大空直美、三上枝織等人的尊敬。一方面在跟堀江由衣共同參演《CROSSANGE 天使與龍的輪舞》時，堀江在該動畫衍生的電台節目當面跟桑島表示，自己在新人時期就把桑島當作目標，這話讓桑島聽了覺得很驚訝。
2016年桑島在紀念自己出道20週年時，三石、久川綾、綠川光、關智一、阪口大助、杉田智和等人曾出席此活動為她祝賀。

### 與宮澤賢治作品的連繫
桑島和昭和時代的詩人宮澤賢治都是岩手縣人，而桑島從小常和家人讀宮澤賢治的作品，因此從2000年開始，桑島每年會定期舉辦宮澤賢治作品的朗讀演講活動「朗讀夜」，並參加『銀河鐵道之夜』動畫於天象儀館舉辦的投影展負責解說的工作。
翌年2001年，發行桑島以她個人名義的音樂專輯《Flores ～死者賜予的花束》，同時還收錄了跟宮澤作品同名的歌曲「原體劍舞連」。而「原體劍舞連」內容的含意來自於一位演員說「這是一項只能在年輕時才能完成的作品，所以只能趁現在還年輕時趕快寫出」，聽了這句話被影響的桑島因此決定繼續舉辦朗讀夜。
2009年9月22日，因為朗讀夜受到熱烈好評，獲頒由花卷市（宮澤賢治的出身地）成立「宮澤賢治學會Ihatov中心」所舉辦的第19回宮澤賢治Ihatov獎勵獎。

### 逸事
- 「法子」是桑島的本名。據說是她的家人當初說想取個響亮又好記的名字，於是決定取名為，而漢字寫法是後來決定的。
- 據資深聲優千葉繁的說法，桑島在新人時期儘管有說話有壓倒性的音量，但她在錄音時有好幾次麥克風被弄壞的紀錄。另外，千葉他說自己也曾經弄壞幾支麥克風。
- 桑島與會川昇一起主持電台節目《衝上海浪！Anime Journal（日语：波乗り!アニメジャーナル）》期間，2人每週會以各自的角度對動畫進行評論。還有，桑島她經常在家鄉的電視台製作的電視節目中參演。除了在岩手可愛電視台製作的晚間新聞（日语：Mitニュース）節目『mitTHE HUMAN（日语：FNNニュース555 ザ・ヒューマン）』單元「今年躍進人」出場之外。2003年，IBC岩手放送電視台為慶祝開台50週年，播出了由桑島主持的節目『桑島法子的Ihatov朗讀紀行[9]』。
- 電台節目《CLUB db（日语：CLUB db）》播出期間，桑島曾在文化放送向東京都廳舍借展望台成立的衛星工作室「sora」進行公開録音。此時現場聚集了約1000名聽眾，並記錄了現場當時收聽的人數。
- 從《機動戰士鋼彈SEED》以來，因為經常配到因劇情死亡的角色，而被部分的動漫愛好者稱她為「便當女王」。
- 《彩雲國物語》小說的原作者雪乃紗衣在聽了廣播劇CD版主角紅秀麗的聲音之後，強烈的希望動畫版能沿用廣播劇CD版的配音陣容，結果實現作者的心願，紅秀麗繼續由桑島擔任[注 5]。彩雲國物語動畫播出之後，2人在這個機緣下認識，並開始發電子信箱作交流或寫賀年卡相互祝賀。一方面參加桑島主持的朗讀夜時，每次會送花給桑島。
- 動畫師逢坂浩司於2007年9月癌逝後，桑島在逢坂的告別式發表追思文，內容寫著因為逢坂負責人物設計的動畫《機巧奇傳希窩烏戰記》實現了桑島有機會在這部作品飾演她渴望以求的少年角色，表達對逢坂的最大敬意和感謝。
- 2008年秋天，川上倫子養病期間，《Keroro軍曹》的日向冬樹和《BLEACH》的碎蜂原本是請桑島代演。但是到了2011年6月9日，川上卻因卵巢癌去世，因此這2部動畫的角色都由桑島繼承。
- 2002年，於《機動戰士鋼彈SEED》中一人分飾二角為娜妲爾·巴吉路與芙蕾·阿斯達配音。然後在續篇《機動戰士鋼彈SEED DESTINY》為班底角色史黛拉·路歇與少年時期的雷·扎·巴雷爾配音。但隨著該動畫的故事進入了尾聲，桑島演的這兩位角色跟著其他角色都在結局中陣亡，於是桑島向導演請求說「請不要殺害史黛拉」[注 6]。
- 桑島自出道以來，很期待能幫海外電影獲電視影集進行日語配音，因此在1996年曾組成一個叫「Constant」的組合。但稍早桑島卻忘記當時自己是偶像聲優的身份出道[注 7]，這讓桑島對此事懷疑了有一段時間，並表示決意絕不從事歌手活動。儘管如此，桑島還是有出以她為個人名義的音樂CD或角色歌曲。

#### 主演薄櫻鬼系列
桑島於女性向原作遊戲和改編動畫作品《薄櫻鬼》系列為主角雪村千鶴配音以來，被一起在同作品共演的三木真一郎評說「很少人能像她那樣，其演技表現讓在女性向動畫中被眾多男角色包圍的女主（雪村千鶴）也受到廣多女性粉絲的熱愛跟支持。我對她（桑島）抱持著尊敬，覺得她的演技相當棒」，結果三木給桑島的評定是：有著打動人心的演技，是少數能讓女性向動畫的女主也能受到眾多女性觀眾支持、喜愛的演員。森久保祥太郎也說「即使用什麼樣的方法演出，對女性粉絲來說可能不太喜歡。那是因為小法（森久保對桑島的暱稱）有著讓觀眾對千鶴有如此好感的能量。總之（桑島）是位能演出千鶴有純真一面的人」。
而負責薄櫻鬼動畫的音響監督岩浪美和給桑島的評語是「桑島小姐是位能讓從同性到異性都喜愛千鶴的人。彷彿我周遭圍繞著像千鶴那樣有骨氣、不會阿諛請求的人」，因此岩浪還表示對這樣的配音陣容是無庸置疑的。導演山崎理則說，雖然讓這部動畫的主角給觀眾留下很想要把她排擠的印象，但卻給桑島的評語是「託桑島小姐演技的福，會讓這部（動畫）相當受到歡迎，請她擔任配音真的是太好了」，並讓山崎從製作團隊得到對他相當大的信任。
桑島本人也說從2010年對她來說這是一部在自己的聲優生涯中最重要的作品。2011年決定出薄櫻鬼的OVA續篇時，桑島對有機會能再為千鶴配音相當高興。
2014年，《薄櫻鬼》動畫電影第二章於劇院上映後，桑島因為參演薄櫻鬼系列有4年的時間，所以她對這部系列作品抱持著滿懷的感謝。

## 演出
粗體字表示主要角色。

### 電視動畫

#### 1990年代
1995年
- 美少女戰士SuperS（女學生）

1996年
- 機動戰艦撫子號（御統·百合香）
- 鬼太郎 (第4作)（小孩、剛、直子、武藤猛、陽介、少年）

1997年
- VIRUS ‐VIRUS BUSTER SERGE‐（日语：VIRUS）（吉姆）
- 秀逗魔導士TRY（菲莉雅·烏爾·科普特）
- 麵包超人（わんこちゃん、〈第2代〉）
- 中華一番！（蘭）

1998年
- 怪博士與機器娃娃 (1997年版)（摘鶴燐、雛子、乙姬、風小和尚）
- 秀逗博士（小泉美雪[15]）
- 炸彈人 彈珠人爆外傳（白寶）
- 危險調查員（平賀百合子[16]）

1999年
- 伊索世界（長尾鼠小孩、克萊兒）
- 神風怪盜貞德（怪盜貞德／日下部栗[17]）
- 鋼鐵天使（神維仲人）
- 極道君漫遊記（日语：ゴクドーくん漫遊記）（可可姬）
- BLUE GENDER（瑪琳·安潔）
- 進化戰記（都古麻御）
- 炸彈人 彈珠人爆外傳V（白寶[18]）
- 無限的未知（蓬仙葵、艾莉娜·里格比）

#### 2000年代
2000年
- 沉默的未知（哈莉特·巴索羅繆、瑪姬·阿加塔、旁白）
- 機巧奇傳希約戰記（希約）
- 銀裝騎攻Ordian（日语：銀装騎攻オーディアン）（哉生香織、希爾妲）
- 捍衛者（瀧川真美）
- 週刊故事樂園（日语：週刊ストーリーランド）「離婚的前夜…」（江藤香織）
- 名偵探柯南（蜷川彩子）

2001年
- 犬夜叉（珊瑚）
- X（八頭司颯姬）
- ANGELIC LAYER 天使領域（城乃內最）
- 鋼鐵天使2式（神維那己）
- 週刊故事樂園「流血鬼」（艾瑪、菊池彩香、渚）
- Geneshaft（日语：ジーンシャフト）
- 狂野禁區（日语：Z.O.E Dolores, i）（桃樂絲·海斯[19]）
- NOIR（夕叢霧香）
- 戰鬥陀螺（才媛學〈土門喬〉）
- 最终幻想：無限（米雷斯／芳高）
- 神奇寶貝（基奇）
- PROJECT ARMS（基斯·紫）

2002年
- 笑園漫畫大王（神樂）
- 機動戰士鋼彈SEED（娜妲爾·巴吉路[20]、芙蕾·阿斯達[20]、瓦婭·響）
- 人造人009 THE CYBORG SOLDIER（幹夫）
- 沙漠的海賊！隊長庫珀（日语：砂漠の海賊!キャプテンクッパ）（芙蕾潔）
- 十二國記（祥瓊）
- 超重神GRAVION（莉露·傑拉拜亞[21][22]、露菲拉·傑拉拜亞）
- Chobits（國分寺稔）
- 無敵戰鬥陀螺（才媛學〈土門喬〉）
- 花田少年史（村上壯太）
- 翼神世音（如月久遠）

2003年
- 魔法少年賈修（可魯魯）
- 獸兵衛忍風帖 龍寶玉篇（時雨）
- 哆啦A夢 (大山羨代版)（女子、少女）
- 高橋留美子劇場 人魚之森（鱗）
- 偵探學園Q（美南惠）
- 鋼之鍊金術師-（羅賽·托瑪斯）
- 戰鬥陀螺G（才媛學〈土門喬〉）
- 惑星奇航（尤里·米哈里羅柯夫的妻子）
- 愛的魔法（少年）
- 圓盤皇女（可菈斯）

2004年
- 詩∽片
- 機動戰士鋼彈SEED DESTINY（史黛拉·路歇、雷·扎·巴雷爾〈少年時期〉）
- 絢爛舞踏祭 The Mars Daybreak（貝絲提摩娜·羅倫）
- 沙漠神行者（鯉毛海苔子）
- 超重神GRAVION Zwei（莉露·傑拉拜亞、露菲拉·傑拉拜亞）
- 遙遠時空 ～八葉抄～（森村蘭）
- 忘卻的旋律（波卡·塞萊納迪）
- 異域天使（瑪格麗特·巴頓）
- 魔法少女隊（舒拉）
- 名偵探柯南（塚本數美）
- MONSTER（越南裔女醫師、雙胞胎的母親）

2005年
- 魔力W.i.t.c.h.（薇兒·范多姆）
- 武器種族傳說（蕾芙麗·梅札蘭斯）
- 我愛美樂蒂 （占部惠子）
- 槍與劍（溫蒂·加蕾特、卡梅歐）
- 蠟筆小新（赤井優）
- 哆啦A夢 (水田山葵版)（農家女子）
- 變形金剛：銀河之力（霍普）
- 學園快樂七福神 ～The·電視漫畫～（日语：はっぴぃセブン）（黑田廚）
- B傳說！戰鬥彈珠人 炎魂（貝亞斯）
- I Only Want Happiness（碓冰晶）

2006年
- 怪 ～ayakashi～「天守物語（日语：天守物語）」（富姬）
- 死亡代理人（克莉斯蒂娃）
- 天使心（秀晶）
- 童話槍手小紅帽（瑪琳、鏡中少女、桑度瑞拉〈少女時期〉）
- 結界師（春日夜未）
- 彩雲國物語（紅秀麗）
- 地獄少女 二籠-（倉吉彌生）
- SIMOUN（古拉吉夫）
- 驅魔少年（拉拉）
- 怪醫黑傑克21（小蓮）
- 企業傭兵（鷲峰雪緒）
- Fate/Stay night（莫德雷德）
- 神奇寶貝鑽石&珍珠（由香里）
- 吉永家的石像怪（高原伊代）
- 怪醫美女RAY THE ANIMATION（武川環奈）
- ONE PIECE（クラバウターマン、黃金梅利號、維多利亞·辛朵莉、瑪爾卡莉塔、夏洛特·普琳[注 8]）

2007年
- 魔女獵人（伊莉絲·岡薩雷斯）
- 我愛美樂蒂：輕鬆舒暢♪（占部惠子）
- 機神大戰（克莉絲蒂·奧里略）
- 金色琴弦 ～primo passo～（崎本水枝）
- CLANNAD（坂上智代）
- CLAYMORE（克蕾雅）
- 鬼太郎 (第5作)（百百目鬼／仁美、骨太）
- 彩雲國物語II（紅秀麗）
- 劍豪生死鬥（岩本三重[23]）
- 史上最強弟子兼一（谷本楓）
- 光明之淚X風（捷克蒂·艾茵、久遠之森的詠唱者、賽蕾絲媞雅）
- 獸裝機攻斷空我NOVA（館華庫拉拉）
- 殭屍借貸（紀多滿）
- 電腦線圈（天澤勇子[24]、護士）
- 哆啦A夢 (水田山葵版)（サルマ）
- 暗夜魔法使 The ANIMATION（裘·卡）
- 遙遠時空3 紅之月（梶原朔）
- BAMBOO BLADE（宫崎都、貓）
- BLEACH（緹魯蒂·桑達薇琪）
- 楓之谷（阿爾[25]）
- 意外（葛城佐保）
- 物怪 「野篦坊」（阿蝶）
- 魯邦三世：霧之謎（日语：ルパン三世 霧のエリューシヴ）（伊賽卡[26]）

2008年
- ARIA The ORIGINATION（亞特拉）
- 艾莉森與莉莉亞（艾莉森·威汀頓〈母親時期〉[27]）
- 海馬（海馬）
- CLANNAD ～AFTER STORY～（坂上智代）
- 蠟筆小新（野田香織）
- 黑塚 -KUROZUKA-（日语：黒塚 KUROZUKA）（萊依[28]）
- Keroro軍曹（Shirara、日向冬樹〈第2代[注 1]〉、冬吉〈第2代[注 1]〉）
- SOUL EATER（梅杜莎[29]）
- 哆啦A夢 (水田山葵版)（綠蒂）
- 夏目友人帳（小螢〈小清〉）
- 秘密 ～The Revelation～（露口絹子）
- 非常辣妹（風茉莉冬馬）
- 超時空要塞F（松浦七瀨[30]、卡納莉亞·貝爾斯汀[30]）
- 名偵探柯南（綠川克拉拉）
- 魍魎之匣（中禪寺敦子）
- 藥師寺涼子之怪奇事件簿（室町由紀子[31]）
- ONE PIECE（維多利亞·辛德莉、瑪爾卡莉塔）

2009年
- 青色文學系列 「心」（千金）
- 犬夜叉 完結篇（珊瑚）
- 海物語 ～有你相伴～（瑟多拉）
- 元素獵人（賀米·蘭迪）
- 奇蹟少女KOBATO.（三原千歲）
- 骷髏13 (2008年版)（2）
- 戰場女武神（伊莎拉·君塔[32]）
- 野坂昭如 戰爭童話集「藍眼女孩的話（日语：青い瞳の女の子のお話）」（工藤英子）
- 蒼天航路（水晶）
- DARKER THAN BLACK -流星之雙子-（紫苑·帕布利切柯）
- 哆啦A夢 (水田山葵版)（花子）
- BLEACH（碎蜂〈第2代[注 1]〉）
- 洋蔥和尚朝太郎（日语：ねぎぼうずのあさたろう）（蘿蔔絹）

#### 2010年代
2010年
- 無法掙脫的背叛（式部椿姬、少年天白）
- 遙遠時空3 永無止境的命運（梶原朔）
- Heartcatch 光之美少女！（明堂院樹／陽光天使）
- 數碼寶貝合體戰爭（天野寧寧、可愛獸、萌萌獸、莉莉絲獸、大器的母親、戶張蓮）
- 薄櫻鬼（雪村千鶴[33]、旁白[注 9]）
- 薄櫻鬼 碧血錄（雪村千鶴）
- 鋼鐵人 (2010年動畫（日语：アイアンマン (2010年のアニメ)）)（真里亞）
- STAR DRIVER 閃亮的塔科特（尾賀本·綠／格林教授、南巴拉的阿姨）
- 少年犯之七人（吉田淳子）

2011年
- UN-GO（加納敦子）
- GOSICK （荷曼妮）
- 灼眼的夏娜III -FINAL-（『輝爍散布人』蕾貝卡·瑞德）
- 丹特麗安的書架（莉安娜·斯科爾茲）
- 花牌情緣（綿谷麻里、男子小學生）
- 妖怪少爺 千年魔京（瓔姬）
- Battle Spirits Brave（可憐）
- 星光少女 極光之夢（神崎其方〈現在〉、海斗）
- 戰鬥陀螺 鋼鐵奇兵 4D（ジグソー）
- 47都道府犬（日语：声優バラエティー SAY!YOU!SAY!ME!#47都道府犬）（岩手犬）

2012年
- 向銀河開球（志水美咲）
- 殭屍哪有那麼萌？（女僕長·五月）
- 光明之心 ～幸福的麵包～（輝夜、小孩）
- 絕園的暴風雨（瀧川吉野〈小學時期〉）
- 櫻桃小丸子 (第2期)（佐藤信夫）
- 薄櫻鬼 黎明錄（雪村千鶴）
- 名偵探柯南（浦川芹奈／樫塚圭）
- 魯邦三世 -名為峰不二子的女人-（安潔莉卡[34]）

2013年
- 宇宙戰艦大和號2199（森雪、尤莉莎·伊斯坎達爾[35]）[注 10]
- 我的妹妹哪有這麼可愛。（槙島香織）
- 科學小飛俠Crowds（鈴木麗華）
- 伽利略少女（希薇亞·法拉利[36]）
- 學生會的一存 Lv.2（水無瀨流南[37]）
- 花牌情緣2（綿谷麻里）
- 櫻桃小丸子 (第2期)（由紀子）
- 決鬥大師Victory V3（普拉瑪依零）
- ONE PIECE 梅利特別篇 ～另一位夥伴的故事～（黃金梅利號）

2014年
- 狐仙的戀愛入門（宇迦之御魂神[38]）
- 卡片鬥爭!! 先導者G（明日川太陽）
- 女友伴身邊（九重忍[39]）
- CROSSANGE 天使與龍的輪舞（薇薇安[40]）
- Keroro（日向冬樹）
- 宇宙浪子（史嘉蕾特[41]、Boobie's Girl）
- Z/X IGNITION（龍之巫女[42]）
- 刀劍神域II（兀兒德）
- 七龍珠改 (魔人普烏篇)（少年）
- Happiness Charge 光之美少女！（明堂院樹／陽光天使）[注 11]
- 英雄銀行（日语：ヒーローバンク）（豪勝藍[43]）
- 天才黃金腦 ～神之謎（拉芙修加）
- 星光少女 彩虹舞台（星光女神）
- 魔彈之王與戰姬（馮倫家的黑弓）
- 大家集合！法爾康學園（日语：みんな集まれ!ファルコム学園）（莉絲[44]）
- 境界觸發者（澤村響子、那須玲）

2015年
- 不起眼女主角培育法（町田苑子）
- 放學後的昴星團（湊[45]）
- 無頭騎士異聞錄 DuRaRaRa!!×2 轉（鯨木重[46]、旁白[46]）
- 科學小飛俠Crowds Insight（鈴木麗華）
- 小松先生（她[注 12]／十四松的女友）
- 全部成為F THE PERFECT INSIDER（國枝桃子[47]）

2016年
- 銀魂°（高杉晉助〈少年時期〉）
- 無頭騎士異聞錄 DuRaRaRa!!×2 結（鯨木重）
- 決鬥大師VSRF（普拉瑪依零）
- 薄櫻鬼 ～御伽草子～（雪村千鶴）
- SUPER LOVERS（海棠留理）
- 少年女僕（小宮千尋）
- 潮與虎 (第2期)（拉瑪的姊姊）
- 卡片鬥爭!! 先導者G NEXT（明日川太陽、哈莫尼克斯·彌賽亞）
- 魔物獵人物語 RIDE ON（庫爾）
- 奏響吧！上低音號2（新山聰美）

2017年
- 銀魂.（高杉晉助〈少年時期〉）
- SUPER LOVERS 2（海棠留理）
- 不起眼女主角培育法♭（町田苑子）
- 異世界食堂（旁白）
- 小松先生 (第2期)（她[注 12]）
- 此花綺譚（宇迦之御魂神）
- 寶石之國（橄欖石[48]）
- 如果有妹妹就好了。（鮫島仁）

2018年
- Angolmois 元寇合戰記（瀧）
- 鬼太郎 (第6作)（優奈[49]、福[50]、後神[51]）
- ONE PIECE 蛋糕島篇（夏洛特·布琳〈代演[注 13][52]〉）
- 宇宙戰艦大和號2202 愛的戰士們（森雪[53]）
- 茜色少女（土宮今日平[54]）
- 卡片鬥爭!! 先導者 (2018年版)（明日川太陽）
- 月影特工（藤林長穂）

2019年
- 路人超能100 II（鈴木的妻子）
- 鬼滅之刃（竈門葵枝）
- 名偵探柯南（小森朋子）
- 魯邦三世：過去的監獄（日语：ルパン三世 プリズン・オブ・ザ・パスト）（勞倫莎[55]）

#### 2020年代
2020年
- 花牌情緣3（綿谷麻里）
- 請在伸展台上微笑（都村百合子）
- 夢幻之星Online2 神諭篇章（10年前的【若人】〈實習生〉）
- Asatir 未來的傳說故事（日语：アサティール 未来の昔ばなし）（塔哈尼）
- 半妖的夜叉姬（珊瑚[56]）
- 這是妳與我的最後戰場，或是開創世界的聖戰（始祖涅比利斯）
- BORUTO-火影新世代-NARUTO NEXT GENERATIONS-（德爾塔）

2021年
- 境界觸發者 2nd season（澤村響子、那須玲）
- 數碼寶貝大冒險：（萌萌獸）
- Tropical-Rouge！光之美少女（明堂院樹／陽光天使）
- 鬼滅之刃 無限列車篇（竈門葵枝）
- 鍵等（坂上智代）
- 半妖的夜叉姬 貳之章（珊瑚）

2022年
- 鬼滅之刃 遊郭篇（竈門葵枝）
- 戀上換裝娃娃（二階堂音苑）
- ORIENT 東方少年（黑曜女神[57]）
- 海螺小姐（老闆娘[58]）
- 怪人開發部的黑井津小姐（斯庫拉）
- RPG不動產（拉斯提爾）
- D4DJ Double Mix（真咲）
- BLEACH 千年血戰篇（碎蜂）

2023年
- D4DJ All Mix（真咲）
- 我的幸福婚約（百合江[59]）
- 謊言遊戲（一之瀨棗[60]）
- 宝可梦 地平线（芦卡）
- BLEACH 千年血战篇-诀别谭-（碎蜂、缇鲁蒂·桑达薇琪）

2024年
- 藥師少女的獨語（鳳仙[61]）
- 這是妳與我的最後戰場，或是開創世界的聖戰 Season II（始祖涅比利斯[62]）

### 電影動畫
1998年
- 機動戰艦撫子號 -黑暗王子-（御統·百合香）

1999年
- 麵包超人：麵包超人與開心的夥伴們（日语：それいけ!アンパンマン 勇気の花がひらくとき#それいけ!アンパンマン アンパンマンとたのしい仲間たち）

2001年
- 笑園漫畫大王 The Movie（神樂）
- 阿萊蒂公主（日语：アリーテ姫）（阿萊蒂公主）
- 犬夜叉：跨越時代的思念（珊瑚）
- 星際牛仔：天國之門（便利超商的結帳女性）

2002年
- 阿弖流為（日语：アテルイ (アニメ映画)）（拉拉卡[63]）
- 犬夜叉：鏡中的夢幻城（珊瑚）
- 哆啦A夢：大雄與機器人王國（波克[64]）
- 戰鬥陀螺 THE MOVIE 激戰！小龍VS大地（才媛學〈土門喬〉）
- BLUE GENDER THE WARRIOR（瑪琳·安潔）

2003年
- 犬夜叉：天下霸道之劍（珊瑚）
- 翼神世音：多元變奏曲（如月久遠）

2004年
- 犬夜叉：紅蓮的蓬萊島（珊瑚）

2005年
- 劇場版 火影忍者：大激突！夢幻的地底遺跡（ランケ）
- 劇場版 鋼之鍊金術師：森巴拉的征服者（羅賽·托瑪斯）

2007年
- 劇場版 CLANNAD（坂上智代）
- 超劇場版Keroro軍曹2：深海的公主（梅爾）

2008年
- 名偵探柯南：戰慄的樂譜（秋庭怜子[65]）

2009年
- 劇場版 超時空要塞F：虛空歌姬（日语：劇場版 マクロスF）（卡納莉亞·貝爾斯汀）
- 企鵝大冒險（日语：よなよなペンギン）（惡童三人組）

2010年
- 劇場版 Heartcatch 光之美少女：超級時尚秀在花之都…真的嗎!?（明堂院樹／陽光天使）
- 超劇場版Keroro軍曹5：誕生！究極Keroro奇蹟的時空之島!!（日向冬樹[注 1]）

2011年
- 劇場版 光之美少女 All Stars DX3：傳達到未來！連結世界☆彩虹之花！（明堂院樹／陽光天使）
- 劇場版 超時空要塞F：戀離飛翼（日语：劇場版 マクロスF）（卡納莉亞·貝爾斯汀）

2012年
- 劇場版 光之美少女 All Stars New Stage：未來的朋友（明堂院樹／陽光天使）
- 卜多力的一生（日语：グスコーブドリの伝記）（學校老師）
- 藏獒多吉 ～金色的Doge～（日语：チベット犬物語 〜金色のドージェ〜）（諾魯布）
- 超時空要塞FB7：銀河流魂 聽我唱歌吧！（卡納莉亞·貝爾斯汀[66]）

2013年
- 劇場版 薄櫻鬼 第一章 京都乱舞（雪村千鶴[67]）
- STAR DRIVER 閃亮的塔科特 THE MOVIE（尾賀本·綠[68]）

2014年
- 宇宙戰艦大和號2199 追憶的航海（森雪、旁白[注 14]）
- 宇宙戰艦大和號2199 星巡的方舟（森雪[69]）
- 劇場版 卡片鬥爭!! 先導者 Neon Messiah（哈莫尼克斯·彌賽亞）
- 劇場版 薄櫻鬼 第二章 士魂蒼穹（雪村千鶴[70]）

2015年
- 屍者的帝國（曼妮潘妮[71]）

2017年
- 宇宙戰艦大和號2202 愛的戰士們（森雪）
- KING OF PRISM -PRIDE the HERO-（日语：KING OF PRISM -PRIDE the HERO-）（稜鏡的女神）
- 劇場版 奏響吧！上低音號 ～想傳達的旋律～（新山聰美）

2018年
- 莉茲與青鳥（新山聰美[72]）
- 劇場版 HUG！光之美少女♡光之美少女 All Stars Memories（明堂院樹／陽光天使[73]）

2019年
- 劇場版 奏響吧！上低音號 ～誓言的終章～（新山聰美）
- 不起眼女主角培育法 Fine（町田苑子）

2020年
- 劇場版 鬼滅之刃 無限列車篇（竈門葵枝[74]）
- HoneyWorks 10th Anniversary "LIP×LIP FILM×LIVE"（染谷多惠[75]）

2021年
- 宇宙戰艦大和號2205 新的旅程（森雪、尤里莎·伊斯坎達爾）

2024年
- 機動戰士鋼彈SEED FREEDOM（艾格妮絲·吉本拉特[76]、艾格妮絲·吉本盧特）
- 永遠的大和號 REBEL3199 第一章 黑之侵略（森雪[77]）
- 永遠的大和號 REBEL3199 第二章 赤日之出擊（森雪[78]）

2025年
- 永遠的大和號 REBEL3199 第三章 群青的小行星（森雪[79]）
- 永遠的大和號 REBEL3199 第四章 水色的少女（森雪[80]）

### OVA
1996年
- 變色龍（日语：カメレオン (漫画)）（女學生）
- BRONZE ZETSUAI since 1989（日语：絶愛-1989-）（護士B）

1997年
- 激鋼牙3 熱血大決戰!!（藍寶石）

1999年
- 快刀亂麻 THE ANIMATION（日语：快刀乱麻 雅）（小石川紗奈）
- 銀河英雄傳說外傳 螺旋迷宮（菲列特利加·格林希爾〈少女時期〉）
- 超神姬彈凱撒3（日语：超神姫ダンガイザー3）（辛蒂·夏哈尼）

2000年
- 鋼鐵天使（神維仲人）
- 傳心 守護月天！（萬難地天紀柳）

2001年
- 沉默的未知「孤獨與孤獨」（アミアン）
- Z.O.E 2167 IDOLO（日语：Z.O.E 2167 IDOLO）（桃樂絲·海斯）
- （朗讀）

2002年
- X -預兆-（八頭司颯姫）
- 遙遠時空 ～紫陽花物語～（日语：遙かなる時空の中で-紫陽花ゆめ語り-）（森村蘭）

2003年
- 遙遠時空2 ～白龍之神子～（日语：遙かなる時空の中で2-白き龍の神子-）（平千歲）

2004年
- INTERLUDE（日语：インタールード (ゲーム)）（和綾）
- 機動戰士鋼彈SEED（芙蕾·阿斯達、娜妲爾·巴吉路）
  - 虛空的戰場　	　　　　　　　　　　
  - 遙遠的拂曉　	　　　　　　　　　　
  - 鳴動的宇宙

2005年
- 伊里野的天空、UFO的夏天（椎名真由美）
- 遙遠時空 ～八葉抄～ 回憶的所在「地」（日语：遙かなる時空の中で-八葉抄-）（森村蘭）
- 圓盤皇女 星靈節的新娘（可菈斯）

2006年
- 機動戰士鋼彈SEED DESTINY（史黛拉·路歇）
  - 破碎的世界　　　　
  - 他們各自的劍 　　　
  - 命運的地獄之火
- 今天的五年二班（佐藤良太）
- CLUSTER EDGE Secret Episode（エリザベート·マイナ·サルファー）
- BALDR FORCE EXE RESOLUTION（バチェラ）
- 圓盤皇女 時空與夢想的銀河之宴（可菈斯）

2007年
- 機動戰士鋼彈SEED DESTINY 自由的代價（史黛拉·路歇）
- 魔法少女隊 THE ADVENTURE（舒拉）

2008年
- It’s a Rumic World 犬夜叉 ～黑色鐵碎牙（珊瑚）
- 問答魔法學院（露琪亞）
- CLANNAD 「另一個世界 智代篇」（坂上智代）
- 舞-乙HiME 0 ～S.ifr～（烏娜·夏洛克）
- 潛龍諜影2 BANDE DESSINEE（日语：メタルギアソリッド バンドデシネ）（梅琳）

2009年
- AIKa ZERO（尼納·哈根）
- 少女FIGHT（日语：少女ファイト）（陣內笛子）

2010年
- 裝甲騎兵 幻影篇（史泰薇亞·巴特勒）
- 交響曲傳奇 THE ANIMATION 泰瑟亞蘭篇（普蕾瑟亞·康巴迪爾）

2011年
- 超自然檔案: THE ANIMATION（麥迪遜）
- 戰場女武神3 為誰而負的槍傷（伊莎拉·君塔[81]）
- 裝甲騎兵 孤影再現（史泰薇亞·巴特勒）
- 奇奇的異想世界（科奇）[注 15]
- 交響曲傳奇 THE ANIMATION 世界統合篇（普蕾瑟亞·康巴迪爾）
- 七龍珠 巴達克之章（日语：ドラゴンボール エピソード オブ バーダック）（貝里）
- 薄櫻鬼 雪華録（雪村千鶴）

2013年
- 鋼鐵人：噬甲病毒崛起（莎夏·哈瑪（英语：Sasha Hammer））

2014年
- 狐仙的戀愛入門（宇迦之御魂神）[注 16]
- 史上最強弟子兼一（蕾琪·史坦雷[82]）[注 17]

2016年
- 斬首循環 藍色學者與戲言跟班（班田玲[83]）

2017年
- SUPER LOVERS OAD2（海棠留理）

### 網路動畫
2007年
- （記者、母親）

2008年
- （博士君）
- 亡念之扎姆德（雲波[84]）

2011年
- 放學後的昴星團（湊）

2015年
- 語少女（大洞穗乃花[85]）
- 美少女戰士Crystal（翠綠艾絲美洛德[86]）

2017年
- 擴張少女系三重奏（忒爾普士可拉）
- 巨人露娜 ～萬年的秘密～（日语：ルナたん 〜巨人ルナと地底探検〜）（約娜[87]）
- JRA×動物朋友合作企劃「競馬朋友」特輯動畫「賽馬場」（青影[88]）

2018年
- 食！（福島牛重&美津子〈牛〉[89][90]）
- B：彼之初（黑羽〈幼少時期〉）

2019年
- 7SEEDS 幻海奇情（神樂坂美鶴[91]）
- 無限之住人 -IMMORTAL-（乙橘槙繪[92]）

2024年
- BEASTARS FINAL SEASON（蕾雅諾[93]）

### 遊戲

#### 1990年代
1997年
- 快刀亂麻（日语：快刀乱麻 (ゲーム)）（小石川紗奈）
- 咯咯咯鬼太郎（少年、妙子）[注 18]
- 心動美麗同盟（日语：ドキドキプリティリーグ#ドキドキプリティリーグ）（柴田初美）
- ELFIN PARADISE（小岩里美）
- 時之國的艾爾芬瑞特（日语：時の国のエルフェンリート）
- 機動戰艦撫子號 ～最後果然還是「有愛必勝」？～（御統·百合香）
- 特勤機甲隊2（米莉森特·伊凡斯）
- Money Idol Exchanger（日语：マネーアイドルエクスチェンジャー）（塞西爾·龐德）
- 金屬天使3（和泉司）
- 銀河少女警察 Re-inforce（莉莎·里班巴克）
- 悠久幻想曲（日语：悠久幻想曲）（雪露·克里斯提兒）
- Last Imperial Prince（米莉安）
- 夢幻模擬戰IV（安傑麗娜）
- 白色鑽石（梅爾）

1998年
- 戀愛物語2（日语：エーベルージュ）（朵拉·費爾貝特）
- 機動戰艦撫子號 The blank of 3years（御統·百合香、藍寶石）
- 白髮魔女 -另一種英雄傳說-（傑立歐）
- 劍魂（成美那）
- Dancing Blade 任性桃天使！（桃姬）
- 超魔神英雄傳 ANOTHER STEP（日语：超魔神英雄伝ワタル ANOTHER STEP）（瓦爾突琳）
- （薰）
- DeSTReGA（日语：デストレーガ）（賽莉亞）
- 東京23區制服WARS（結城亞美）
- 純愛手札Drama Series Vol.2 彩之戀曲（美咲鈴音）
- 虹色閃爍 ～咕嚕咕嚕大作戰～（格林亞、餅乾）
- Mystic Mind ～顫抖的感情～（日语：Mystic Mind 〜揺れる想い〜）（河合惠）
- 純愛騎士（日语：みつめてナイト）（羅莉·科威爾）
- 潛龍諜影（梅琳）
- 雷弩機兵蓋布拉夫II（日语：雷弩機兵ガイブレイブ）（米普斯）

1999年
- 有朝一日到重疊的未來（日语：いつか、重なりあう未来へ）（菲莫琳·恩佛斯）
- L的季節 ～A piece of memories～（日语：Lの季節 〜A piece of memories〜）（鵜野杜椎奈）
- 快刀亂麻 雅（日语：快刀乱麻 雅）（小石川紗奈）
- 學園戰隊Sol Blast（日语：学園戦隊ソルブラスト）（鳳火燐）
- 機動戰艦撫子號 NADESICO THE MISSION（御統·百合香）
- Dancing Blade 任性桃天使！II ～Tears of Eden～（桃姬）
- 爆炸彈人2（日语：爆ボンバーマン2）（白寶、雷帝巴力）
- 封神領域（日语：封神領域エルツヴァーユ）（艾莉露·普羅茲）
- FRIENDS ～閃耀的青春～（日语：同窓会 (ゲーム)#同窓会 -Yesterday Once More-）（若林鮎）
- 銀河少女警察 The 3rd Planet（莉莎·里班巴克）

#### 2000年代
2000年
- EVE ZERO（日语：EVE ZERO）（托兒·諾巴提斯、艾露卡·諾巴提斯）
- 青澀之戀2（日语：センチメンタルグラフティ2）（山本紅一）
- 偵探紳士DASH！（日语：不確定世界の探偵紳士）（敏特御劍）
- 遙遠時空（森村蘭）
- 夏色劍術小町（日语：夏色剣術小町）（神垣葵）

2001年
- Apocripha/0（日语：Apocripha/0）（羅德·克洛賽特）
- 犬夜叉（珊瑚）
- 決戰II（西旋風）
- 機動天使ANGELIC LAYER 美咲與夢幻的天使們（城乃內最）
- 召喚夜響曲2（艾美爾）
- 遙遠時空2（平千歲）
- 春雨曜日（日语：春雨曜日）（春雨日和）
- 潛龍諜影2 自由之子（梅琳）
- 雷蓋亞 決鬥傳奇（瑪雅）

2002年
- 笑園漫畫碰將大王（日语：あずまんがドンジャラ大王）（神樂）
- 超級機器人大戰IMPACT（日语：スーパーロボット大戦IMPACT）（御統·百合香）
- DEAD OR ALIVE 3（霞）
- 特勤機甲隊25X（梅兒·菲爾瑪、長瀨瑪莉）

2003年
- 笑園漫畫大王Advance（神樂）
- INTERLUDE（日语：インタールード (ゲーム)）（和綾）
- 機動戰士鋼彈SEED（芙蕾·阿斯達、娜妲爾·巴吉路）
- 問答魔法學院（露琪亞）
- 召喚夜響曲3（艾美爾）
- 劍魂II (家庭用版)（成美那）
- 交響曲傳奇（普蕾瑟亞·康巴迪爾）
- DEAD OR ALIVE XTREME BEACH VOLLEYBALL（霞）

2004年
- SD鋼彈 G世代 SEED（芙蕾·阿斯達、娜妲爾·巴吉路）
- 烈火之炎 FINAL BURNING（葵）
- 機動戰士鋼彈SEED 飛向永無止盡的明天（日语：機動戦士ガンダムSEED 終わらない明日へ）（史黛拉·路歇）
- 問答魔法學院2（露琪亞）
- 魔法少年賈修 激鬥！最強的魔物們（日语：金色のガッシュベル!! 激闘!最強の魔物達）（可魯魯）
- 召喚夜響曲 鑄劍物語2（艾美爾）
- 十二國記 -顯赫的王道 紅綠的羽化-（日语：十二国記 -赫々たる王道 紅緑の羽化-）（祥瓊）
- 超級機器人大戰MX（如月久遠）
- 數位惡魔傳說 天魔變（／）
- DEAD OR ALIVE ULTIMATE（霞）
- 鋼之鍊金術師2 紅色靈藥的惡魔（日语：鋼の錬金術師2 赤きエリクシルの悪魔）（羅賽·托瑪斯）
- 遙遠時空3（梶原朔）
- 白色鑽石（梅爾）
- 耽美夢想 ～優美的記憶～（薇爾海米娜）
- 真名法典（日语：マグナカルタ (ゲーム)）（賽莉娜、偽阿米拉）
- 潛龍諜影3 食蛇者（帕拉梅迪克）
- 魯邦三世 染血的哥倫布遺產（日语：ルパン三世 コロンブスの遺産は朱に染まる）（納蒂亞）

2005年
- 機動戰士鋼彈SEED 連合vs.Z.A.F.T.（日语：機動戦士ガンダムSEED 連合vs.Z.A.F.T.）（芙蕾·阿斯達、娜妲爾·巴吉路）
- 機動戰士鋼彈SEED 連合vs.Z.A.F.T. PORTABLE（娜妲爾·巴吉路）
- 機動戰士鋼彈SEED DESTINY GENERATION of C.E.（日语：機動戦士ガンダムSEED DESTINY GENERATION of C.E.）（史黛拉·路歇）
- 問答魔法學院3（露琪亞）
- 超級機器人大戰MX 攜帶版（如月久遠）
- 劍魂III（成美那）
- 第3次超級機器人大戰α 終焉之銀河（娜妲爾·巴吉路、芙蕾·阿露斯達）
- 世界傳奇 魔幻迷宮3（日语：テイルズ オブ ザ ワールド なりきりダンジョン3）
- 數位惡魔傳說2（／）
- DEAD OR ALIVE 4（霞）
- 遙遠時空3 十六夜記（梶原朔）
- 瑪奇（露娜）
- 潛龍諜影3 求生戰（帕拉梅迪克）

2006年
- Another Century's Episode 2（御統·百合香）
- 艾莉森（艾莉森·威汀頓）[注 19]
- 英雄Online（普陀劍后）
- 機動戰士鋼彈SEED DESTINY 連合vs.Z.A.F.T.II（日语：機動戦士ガンダムSEED DESTINY 連合vs.Z.A.F.T.II）（史黛拉·路歇）
- 機動戰士鋼彈SEED DESTINY 連合vs.Z.A.F.T.II PLUS（日语：機動戦士ガンダムSEED DESTINY 連合vs.Z.A.F.T.II）（史黛拉·路歇）
- CLANNAD（坂上智代）[注 20]
- .hack//G.U.（槐）
- DEAD OR ALIVE XTREME 2（霞）
- 天地之門2 武雙傳（日语：天地の門2 武双伝）
- 遙遠時空 舞一夜（森村蘭）
- 遙遠時空3 命運迷宮（梶原朔）
- 藍龍（左拉）
- 潛龍諜影 掌上行動（帕拉梅迪克）
- 摔角天使生存者（日语：レッスルエンジェルス）（武藤惠、近藤真琴）

2007年
- 問答魔法學院4（露琪亞）
- 光明之風（捷克蒂·艾茵）
- 光明與黑暗續戰篇EXA（日语：シャイニング・フォース イクサ）（希莉魯）
- 超級機器人大戰Scramble Commander the 2nd（日语：スーパーロボット大戦Scramble Commander the 2nd）（史黛拉·路歇）
- 星海遊俠1 初次啟航（瑪薇爾·佛蘿森）
- D.Gray-man 神的使徒們（拉拉）
- 經典傳奇Vol.2（日语：テイルズ オブ ファンダム Vol.2）（普蕾瑟亞·康巴迪爾）
- 信賴鈴音 ～蕭邦之夢～（碧歐菈）
- 機甲戰線 EQUILIBRIUM（卡娜·亞畢特波）
- Wonderland ONLINE（安潔拉）
- 英雄傳說 空之軌跡 the 3rd（莉絲·亞爾珍特）

2008年
- 惡魔城 被奪走的刻印（夏諾雅）
- L的季節2 invisible memories（鵜野杜椎奈）
- 問答魔法學院5（露琪亞）
- 問答魔法學院DS（露琪亞）
- 超級機器人大戰A PORTABLE（御統·百合香）
- 超級機器人大戰Z（莉露·傑拉拜亞、史黛拉·路歇）
- 戰場女武神（伊莎拉·君塔）
- SOUL EATER 梅杜莎的陰謀（梅杜莎）
- SOUL EATER 噬魂者（梅杜莎）
- 任天堂明星大亂鬥X（梅琳）
- （維諾）
- 交響曲傳奇 -拉塔特斯克的騎士-（普蕾瑟亞·康巴迪爾）
- 遙遠時空4（一之姬）
- 潛龍諜影4 愛國者之槍（梅琳）
- 摔角天使生存者2（武藤惠、近藤真琴）

2009年
- 惡魔城 審判（夏諾雅）
- 問答魔法學院6（露琪亞）
- 跑車浪漫旅（解說）[注 21]
- Shining Force Feather（日语：シャイニング・フォース フェザー）（希莉魯）
- SOUL EATER 噬魂者戰鬥共鳴（梅杜莎）
- 時空幻境 決鬥傳奇（日语：テイルズ オブ バーサス）（普蕾瑟亞·康巴迪爾）
- 時空幻境 世界傳奇 閃耀神話2（日语：テイルズ オブ ザ ワールド レディアント マイソロジー2）（普蕾瑟亞·康巴迪爾）
- 鬥真傳（日语：闘真伝）（塚原早苗）
- BAMBOO BLADE ～“在那之後”的挑戰～（宮崎都）
- 白虎 交錯事件簿！（風茉莉冬馬）
- 末世巡禮 ～再見了月之廢墟～（賽特）
- 蘭島物語 少女的約定（格亞納）

#### 2010年代
2010年
- 惡魔城 Harmony of Despair（日语：悪魔城ドラキュラ ハーモニー オブ ディスペアー）（夏諾雅）
- Angelic Crest（唐琳）
- 機動戰士鋼彈 極限vs.（日语：機動戦士ガンダム エクストリームバーサス）（史黛拉·路歇）
- 惡魔城 闇影主宰（卡米拉·克洛克维斯特）
- 跑車浪漫旅5（執照測驗解說）
- 問答魔法學院DS ～雙重時空石～（露琪亞）
- Keroro RPG 騎士與武者與傳說海盜（日语：ケロロRPG 騎士と武者と伝説の海賊）（冬天）
- 戰神III（潘多拉）
- 光明之心（輝夜）
- 戰場女武神2 加利亞王立士官學校（伊莎拉·君塔）
- 數碼寶貝合體戰爭 超數碼大戰（日语：デジモンクロスウォーズ 超デジカ大戦）（天野寧寧、莉莉絲獸）
- DEAD OR ALIVE Paradise（霞）
- .hack//Link（七星／ 槐）
- 薄櫻鬼 黎明錄（雪村千鶴）
- 北斗無雙（尤莉亞（日语：ユリア (北斗の拳)））

2011年
- 機動戰士鋼彈 Online（駕駛員聲〈沉默〉）
- 問答魔法學院8（露琪亞）
- 真·三國無雙 NEXT（日语：真・三國無双 NEXT）（王異）
- 真·三國無雙6 猛將傳（王異）
- STAR DRIVER 閃亮的塔科特 銀河美少年傳說（尾賀本·綠）
- 戰場女武神3 -Unrecorded Chronicles-（伊莎拉·君塔）
- 第2次超級機器人大戰Z 破界篇／再世篇（館華庫拉拉、莉露·傑拉拜亞、卡納莉亞·貝爾斯汀）
- 時空幻境 世界傳奇 閃耀神話3（日语：テイルズ オブ ザ ワールド レディアント マイソロジー3）（普蕾瑟亞·康巴迪爾）
- DEAD OR ALIVE Dimensions（霞）
- 薄櫻鬼 黎明錄 攜帶版（雪村千鶴）
- 無雙OROCHI 2（王異）

2012年
- 我的妹妹哪有這麼可愛 攜帶版哪有可能繼續（日语：俺の妹がこんなに可愛いわけがない ポータブル）（槙島香織）
- 問答魔法學院 賢者之扉（露琪亞）
- 幻想水滸傳 交織的百年之時（日语：幻想水滸伝 紡がれし百年の時）（莉賽爾）
- 光明之刃（羅莎琳德、艾茵）
- 真·三國無雙6 Empires（王異）
- 真·北斗無雙（尤莉亞[94]、希巴[95]）
- 超級機器人大戰OG SAGA 魔裝機神II REVELATION OF EVIL GOD（羅莎莉·瑟魯威、琪卡）
- 第2次超級機器人大戰OG（克莉安娜·莉姆斯卡亞[96]、琪卡）
- DEAD OR ALIVE 5（霞[97]）
- 那由多之軌跡（亞莎·赫歇爾[98]）
- NINJA GAIDEN 3（日语：NINJA GAIDEN 3） Razor's Edge（霞）
- 薄櫻鬼 黎明錄 DS（雪村千鶴）
- 薄櫻鬼 黎明錄 流芳傳（雪村千鶴）
- 薄櫻鬼 幕末無雙錄（雪村千鶴）
- 甜蜜戀情（瑪莉亞·W·龍崎[99]）
- PROJECT X ZONE（希莉魯[100]）
- 無雙OROCHI 2 Special（王異）
- 無雙OROCHI 2 Hyper（王異）
- （御統·百合香）
- ONE PIECE ROMANCE DAWN 冒險的黎明（日语：ワンピース ROMANCE DAWN 冒険の夜明け）（梅利）

2013年
- 女友伴身邊（九重忍[101]）
- Chaos Heroes Online（賽莉娜[102]）
- 機動戰士鋼彈 極限vs.火力全開（日语：機動戦士ガンダム エクストリームバーサス フルブースト）（史黛拉·路歇）
- 月英学園 -kou-（日语：月英学園 -kou-）（久遠院朱音[103]）
- 噬神者2（葦原優諾[104]）
- 光明之舟（帕妮絲[105]）
- JoJo的奇妙冒險 全明星大亂鬥（日语：ジョジョの奇妙な冒険 オールスターバトル）（露西·史提爾[106]）
- 真·三國無雙7（王異[107]）
- 真·三國無雙7 猛將傳（王異[108]）
- 超級機器人大戰OG傳奇 魔裝機神III PRIDE OF JUSTICE（日语：スーパーロボット大戦OGサーガ 魔装機神III PRIDE OF JUSTICE）（羅莎莉·瑟魯威[109]、琪卡）
- 超級機器人大戰UX（館華庫拉拉、卡納莉亞·貝爾斯汀）
- 超級機器人大戰OG 黑暗牢籠（日语：スーパーロボット大戦OG INFINITE BATTLE）（琪卡）
- 7th Dragon 2020-II（日语：セブンスドラゴン2020-II）[110]
- 時空幻境 交響曲傳奇 同音包（日语：テイルズ オブ シンフォニア ユニゾナントパック）（普蕾瑟亞·康巴迪爾）
- DEAD OR ALIVE 5 ULTIMATE（霞[111]）
- 無雙OROCHI 2 Ultimate（王異、霞）

2014年
- 英雄傳說 碧之軌跡 Evolution（莉絲·亞爾珍特）
- 機動戰士鋼彈 極限vs.全力爆發（日语：機動戦士ガンダム エクストリームバーサス マキシブースト）（史黛拉·路歇）
- 金色琴弦 AnotherSky feat.神南（碓冰穗乃香[112]）
- 問答魔法學院 天之學舎（露琪亞[113]）
- 碧藍幻想（佩朵菈[114]）
- （女忍者[115]）
- 光明之響（碧翠絲·伊爾瑪[116]）
- 巴哈姆特之怒（凱緹、康斯坦絲[117]）
- 真·三國無雙7 Empires（王異）
- 零 ～濡鴉之巫女～（黑澤逢世）
- 第3次超級機器人大戰Z 時獄篇／天獄篇（卡納莉亞·貝爾斯汀、館華庫拉拉）
- 時空幻境 世界傳奇 夢想尤尼提亞（日语：テイルズ オブ ザ ワールド タクティクス ユニオン）（普蕾瑟亞·康巴迪爾[118]）
- 英雄銀行（日语：ヒーローバンク）（豪勝藍[119]）
- 英雄銀行2（豪勝藍[120]）
- BLADE ARCUS from Shining（日语：ブレードアークス フロム シャイニング）（羅莎琳德[121]）
- （雪村千鶴）

2015年
- Infinite Stratos[122]
- CLOSERS（高梨織江[123]）
- CROSSANGE 天使與龍的輪舞tr.（薇薇安[124]）
- 噬神者2 狂怒解放（葦原優諾[125]）
- XUCCESS HEAVEN（黑塚北斗、唐倉朱莉[126]、黑曜日鶴[127]）
- JoJo的奇妙冒險 天國之眼（露西·史提爾）
- 超級機器人大戰BX（御統·百合香、卡納莉亞·貝爾斯汀）
- 異域神劍X（愛瑪[128]）
- 戰之海賊（萊莉莎[129]）
- DEAD OR ALIVE 5 LAST ROUND（霞、PHASE-4[130]）
- 七龍珠 異戰（日语：ドラゴンボール ゼノバース）（時空巡邏者）
- BLADE ARCUS from Shining EX（羅莎琳德[131]）
- ONE PIECE 秘寶尋航（黃金梅利號）

2016年
- 陰陽師（鬼女紅葉、白狼）
- ELCHRONICA（梅兒[132]）
- 卡片鬥爭!! 先導者G 超越勝利!!（明日川太陽）
- 召喚夜響曲6 消逝的境界（日语：サモンナイト6 失われた境界たち）（艾美爾[133]）
- 超級機器人大戰OG THE MOON DWELLERS（克莉安娜·莉姆斯卡亞、琪卡）
- DEAD OR ALIVE Xtreme 3（霞[134]）
- 七龍珠 異戰2（時空巡邏者[135]）
- 七龍珠群雄（米洛撒、人造人21號）
- 大和編年史創世（[136]）
- 最終幻想世界（賽莉絲·雪兒[137]）

2017年
- 聖火降魔錄 英雄雲集（提爾透）
- 超級機器人大戰V（御統·百合香、薇薇安、森雪、尤莉莎·伊斯坎達爾[138]）
- 遙遠時空 3 Ultimate（梶原朔）
- 光之美少女連線消除（日语：プリキュア つながるぱずるん）（明堂院樹／陽光天使）
- 無雙☆群星大會串（霞[139]）
- 天華百劍-斬-（丙子椒林劍）
- 失落領域（日语：LOST SPHEAR）（露美納[140]）
- 跑車浪漫旅競速（日语：グランツーリスモSPORT）（解說）

2018年
- 銀魂亂舞（高杉晉助〈少年時期〉）
- 七龍珠Fighter Z（日语：ドラゴンボール ファイターズ）（人造人21號[141]）
- 真·三國無雙8（王異[142]）
- 遙遠時空 Ultimate（蘭〈森村蘭〉）
- 戰場女武神4（伊莎拉·君塔[143]）[注 22]
- 超級機器人大戰X（薇薇安）
- 超級七龍珠群雄（人造人21號）
- 八方旅人（波麗姆夢絲·伊澤阿特[144]）
- 愛琳：末神世界（艾薇[145]）
- 異度神劍2（艾爾瑪）
- 幻想戰記創世（莉芙[146]）
- 無雙OROCHI 3（王異）
- 時空幻境 鏡光傳奇 Mirrage Prison（日语：テイルズ オブ ザ レイズ）
- 白貓Project（[147]）
- 任天堂明星大亂鬥 特別版（梅琳）
- 命運之子（霞）

2019年
- Re:Volvers 8（鏡之魔女[148]）
- DEAD OR ALIVE 6（霞[149]、PHASE-4[150]）
- 超級機器人大戰T（御統·百合香、溫蒂·加蕾特）
- 鬼哭之邦（日语：鬼ノ哭ク邦）（露西卡[151]）
- 超級機器人大戰X-Ω（日语：スーパーロボット大戦X-Ω）（2019～2020，館華庫拉拉、御統·百合香）
- 勇者鬥惡龍XI 尋覓逝去的時光S（塞內加[152]、艾杜麗絲）
- 銀河遊俠1 初次啟航R（瑪薇爾·佛蘿森）
- 動物朋友3（藍鯨）

#### 2020年代
2020年
- 七龍珠Z 卡卡洛特（女研究員）
- 七龍珠 激戰傳說（日语：ドラゴンボール レジェンズ）（人造人21號）
- 時逆 -今天也在被迫拯救世界-（艾魯[153]）
- 明日方舟（森蚺）

2021年
- 拳皇全明星（霞）
- 公主連結Re:Dive（厄莉絲）
- 超級機械人大戰30（歐奇達切亞）

2022年
- 夢幻模擬戰 Mobile（亞德凱摩（Adankelmo））

2023年
- 崩壞：星穹鐵道（鏡流）
- 怪物彈珠（查理曼）
- 夢幻模擬戰 Mobile（醒覺者（亞德凱摩））

2025年
- 原神（菈乌玛）

### 廣播劇CD
- 蒼藍鋼鐵戰艦（金剛[154]）
- 一起一起這裡那裡（崎守咲）
- Apocripha/0（日语：Apocripha/0）（羅德·克洛賽特）
- 艾莉森（艾莉森·威汀頓）
- 沉默的未知 ～～
- 委員長CD
- 犬夜叉系列（珊瑚）
  - CD ～死呼泉～（少年Sunday特製CD、應募者全員服務）
  - CD2 ～竹取翁凶暴～（〃）
  - 廣播劇專輯「犬夜叉 地獄待七人隊！」
  - 廣播劇專輯2「犬夜叉 嵐祭島！」
  - 廣播劇專輯特別篇「犬夜叉 紅白歌合戰！」 犬夜叉版、殺生丸版
  - 犬夜叉第559話 （Wide版全卷預約特典）
- Weiß kreuz Wish A Dream collection III THE ORCHID under THE SUN 太陽の蘭（太陽）
- Krushers Knight&Ran系列（本庄太陽）
- MM一族（鬼瓦滿）
- EREMENTAR GERAD 漫畫版（蕾〈蕾芙麗·梅札蘭斯〉）
- Otasasa TV
- 快感指令（日语：快感フレーズ）（雪村愛音）
- 廣播劇專輯 快刀亂麻（日语：快刀乱麻 (ゲーム)） -武者修行篇-（小石川紗奈）
- 學園少女 不讓你從夢中醒來
- Category:Freaks（日语：カテゴリ：フリークス）（吉野實姬、八廣）
- 我愛波子（日语：彼女のカレラ My Favorite Carrera）（轟麗菜）
- KAMUI（日语：KAMUI）（春日藍花）
- 傀儡師左近 原聲廣播劇專輯II「外傳 怨戀振袖業火地獄」（雨宮冬季）
- 可憐坂高校 可憐廣播社（日语：カレン坂高校 可憐放送部）（南美星空）
- 槍與劍 1、2卷（溫蒂·加蕾特）
- 機動戰士鋼彈SEED DESTINY Suit CD 第7卷（史黛拉·路歇）
- （七海由紀）
- 甜心天使（みこと）
- 銀河鐵道之夜（薰）
- 夢語 -眠王-
- （燐）
- 紅蓮之夢（黎[155]）[注 23]
- 廣播劇CD版 時鐘塔：鬼頭（日语：クロックタワーゴーストヘッド）（翔）
- CLANNAD Vol.5 坂上智代（坂上智代）
  - CLANNAD 在光守護的坡道上 第2、4卷（坂上智代）
- 絢爛舞踏祭（貝絲提摩娜·羅倫）
- 鋼鐵都市與十三月的旅人 鑽石天空（蒂亞）[注 24]
- 廣播劇CD ～～（古賀刻子）
- 心（靜）
- 秋櫻之空（櫻橋涼香）
- 彩雲國物語系列（紅秀麗）
- 召喚夜響曲2（艾美爾）
  - 召喚夜響曲 ～世界夾縫的搖籃～
  - 召喚夜響曲 ～那些日子的碎片～ 前篇、後篇
- 殭屍哪有那麼萌？（女僕長·五月）
- 獸裝機攻 角色歌曲 飛鷹葵／館華庫拉拉（館華庫拉拉）
- 魔王愛勇者（席拉）
- 光明之風系列（捷克蒂·艾音）
- Shining Force EXA（日语：シャイニング・フォース イクサ） 廣播劇CD（希莉魯）
- 少年女僕（陣內笛子[注 25]、小宮千尋[注 26][156]
- 白倉由美（日语：白倉由美）作品精選集系列
  - VOL.1 S-nery 精選盤『不讓你從夢中醒來』
  - VOL.3 S-nery 朗讀故事『前往東京星吧』總集篇
- 紳士同盟†（乙宮灰音）
- 廢棄公主 廣播劇CD版（帕西菲卡·卡蘇魯）
- 電視動畫「戰場女武神」廣播劇CD 第一章（伊莎拉·君塔）
- 殭屍借貸系列（紀多滿）
- WARUMON MONMON PARADISE哥。哥。（桑島法官、DJ）
- 交響曲傳奇 廣播劇CD ～a long time ago～ 第2卷（普蕾瑟亞·康巴迪爾）
- 傳心 守護月天！系列（萬難地天紀柳）
- 前往東京星吧
- 東京名丘
- true(純愛) stories
- 秀逗博士 原聲音樂廣播劇
- 魔法禁書目錄 檔案庫（日语：とある魔術の禁書目録 アーカイブス）1（拉克夏）
- 飛行教室（日语：飛ぶ教室）、和其它短篇
- transistor teaset ～電氣街路圖～（須田犀里）
- 夏天耶！VIP耶!! CD耶!!! 第1彈……(暫名)。（蘭蘭）
- 妖怪少爺 音盤劇話抄（珱姫）
- 廣播劇Vol.1（坂本千早）
- 動畫「薄櫻鬼」廣播劇CD ～星夜的回憶～（雪村千鶴）
  - 動畫「薄桜鬼」廣播劇CD ～改名秘帖錄～（雪村千鶴）
- ～～
  - Vol.1 至福眠招待
  - Vol.2 目
  - Vol.5 私祝日
  - Vol.8 淡日
- 偷偷愛著你（蘆屋瑞稀）
- 星空學園 Vol.2（淺倉瑞智）
- 遙遠時空系列
  - 遙遠時空（森村蘭）
  - 遙遠時空2（平千歲）
  - 遙遠時空3（梶原朔）
  - 遙遠時空4（一之姬）
- BAMBOO BLADE 廣播劇CD 紅盤／白盤（宮崎都）[注 27]
- 素足（一郎、楢夫）
- ～惑星～
- PRETTY in WHITE
- 公主心 ～美麗的假面夫婦之卷～（艾薇本森那）
- 純愛遊俠 ～永恆微笑～（日语：ブルーブレイカー 〜剣よりも微笑みを〜） Vol.2（ハミュン）
- VOICE FANTASY Vol.2 戀愛小偷三姊妹
- 撲殺天使朵庫蘿 原作版（草壁櫻）
- 我和條子的700天戰爭 Part.1－3（加奈子〈美奈子〉）
- MARS（麻生綺羅）
- 惑星公主蜥蜴騎士（白道八宵）
- 超時空要塞F 娘DORA◎（日语：娘ドラ◎） 第1－4卷（松浦七瀨、卡納莉亞·貝爾斯汀）
- 魔法少女初音（鈴之木初音）
- 魔之系列（艾比蓋兒·葛雷弗斯）
- 皆口裕子的Dear My Friends ～～
- 宮澤賢治物語 ～不怕風不怕雨（日语：雨ニモマケズ）～
- 狂戀男子寮（日语：ミルククラウン (漫画)）（立華乙冬）
- 無限的未知 廣播劇CD 第1－3卷（蓬仙葵）
- 無職轉生 ～到了異世界就拿出真本事～ 轉移迷宮篇（艾莉娜麗潔·杜拉岡羅德[157]）
- 女神異聞錄Persona系列（園村麻希）
- 潛龍諜影 廣播劇CD（梅琳）
- Memory Site 75（澄川瑞希）
- 遊擊宇宙戰艦撫子號（日语：遊撃宇宙戦艦ナデシコ） 第1－3卷
  - 遊擊宇宙戰艦撫子號 形象專輯
- 夢隊／ ～愛
  - 夢隊
- 吉永家的石像怪（高原伊代）
- 翼神世音 有聲劇場（如月久遠）
- LOVELESS 原作版 第5卷（歐薩姆）
- Love Letter vol.1
- Rumble Fish（日语：ランブルフィッシュ (小説)）（由良麻里愛）
- 烈風的騎士公主（薇薇安·杜·傑爾）
- 戀愛目錄（日语：恋愛カタログ）（花本種）
- YRA電台大和號 Vol.1（森雪）

### 廣播劇
- 青山二丁目劇場（日语：青山二丁目劇場）
- NHK-FM廣播劇 青春冒險（日语：青春アドベンチャー）『伊卡洛斯的誕生日』（自在遙香）
- 瑪奇有聲劇場（露娜）（電擊Online）
- 安德的遊戲（阿萊[158]）
- 花之慶次（利沙）

### 外語配音
※作品依英文名稱及英文原名排序。

#### 演員
- 蘿絲·拜恩
  - 比得兔（Bea[159]）※機內上映版。
  - X戰警系列（Moira MacTaggert）
    - X戰警：第一戰
    - X戰警：天啟

#### 電影
- 忍者小英雄4（英语：3 Ninjas: High Noon at Mega Mountain）（Amanda〈Chelsey Earlywine〉）
- 美國派：集體露營（Elyse Houston〈阿莉爾·凱貝爾〉）
- 我很乖因為我要出國（Easy）※電視播出版。
- 貝武夫：北海的詛咒（Ursula〈Alison Lohman〉）
- 大女孩不要哭（英语：Big Girls Don't Cry (film)）（Steffi〈Karoline Herfurth〉）
- 謎中謎（Jean-Louis Gaudel〈Thomas Chelimsky〉）
- 聖訴（Sister James〈艾美·亞當斯〉）
- 戰爭遊戲（阿萊〈Suraj Parthasarathy〉）
- 空戰英豪（Lucienne〈Jennifer Decker〉）
- 小鬼當家（桑德拉·麥卡利斯特〈黛安娜·瑞銀〉）※朝日電視台版[注 28]。
- 小鬼當家2（桑德拉·麥卡利斯特〈黛安娜·瑞銀〉）※朝日電視台版。
- 賽柏格之戀（英语：I'm a Cyborg, But That's OK）（英根〈林秀晶〉）
- 狂愛情挑 (1998年電影)（Cécile Maudet〈Virginie Ledoyen〉）
- 突變怪嬰（英语：It's Alive (2009 film)）（Lenore Harker〈Bijou Phillips〉）
- 小布塞（法语：Le Petit Poucet (film, 2001)）（蘿絲）
- 女孩、女孩（英语：Mädchen, Mädchen）（Lena〈Karoline Herfurth〉）
- 我的超人女友（英语：My Super Ex-Girlfriend）（Hannah Lewis〈安娜·法瑞絲〉）
- 9月懷胎（英语：Nine Months）（Shannon Dwyer〈Ashley Johnson〉）
- 深入虎穴（英语：Out of Reach (film)）（Irena Morawska〈Ida Nowakowska〉）
- 神鬼奇航4：幽靈海（人魚Syrena〈阿斯特麗德·伯格斯·弗瑞斯貝〉）
- 一人有一點顏色（瑪格麗特）
- 猛鬼宿舍（日语：アパートメント (2006年の映画)）（艾利遜）
- 秘密花園（閔雅瑩〈劉寅娜〉）
- 小鬼大間諜3：遊戲結束（英语：Spy Kids 3-D: Game Over）（Demetria〈考特尼·姬妮斯〉）
- 追逐者（英语：The Tracker）
- 超狗任務（Sweet Polly Purebred〈Amy Adams〉）
- 死亡日記 (1999年電影)（Cecilia Lisbon〈Hanna R. Hall〉）
- 野蠻公主（英语：Wild Child (film)）（Poppy Moore〈艾瑪·羅勃茲〉）

#### 電視影集
- 貝多芬病毒（斗璐美〈李智雅〉）
- 淘氣小子看世界（英语：Boy Meets World）（琳達）
- CSI犯罪現場 (第11季)（摩根·布羅迪〈伊麗莎白·阿爾努瓦（英语：Elisabeth Harnois）〉）
- 世紀天才（米列娃·馬利奇〈莎曼莎·柯莉（英语：Samantha Colley）〉[160]）
- 雞皮疙瘩（英语：Goosebumps (TV series)）（塔巴薩）
- 歡樂家庭（羅利）
- 對不起，我愛你（宋恩彩〈林秀晶〉）
- 地球保衛戰（凱爾）
- 我也是花（徐在熙〈李智雅〉）
- 重返犯罪現場 (第7季)
- 奧利弗·比恩（英语：Oliver Beene）（邦尼）
- 金剛戰士：武士戰隊（英语：Power Rangers Samurai）（勞倫·希巴／新紅衣戰士〈金柏莉·克羅斯曼（英语：Kimberley Crossman）〉）
- 薩姆和卡特（艾利）
- 秘密花園（林雅瑩〈劉寅娜〉）
- 超自然奇遇（英语：So Weird）（蕾貝卡）
- 成均館緋聞（金允熙〈朴敏英〉）

#### 動畫
- 安徒生童話 (2007年版)（格爾達）
- 鼠來寶 (1983年電視動畫)（英语：Alvin and the Chipmunks (1983 TV series)）（西蒙）※WOWOW版。
- 童話高中（英语：Ever After High）（艾普爾·懷特）※Netflix版。
- 大力士（英语：Hercules (1998 TV series)）（安德洛墨達）
- 童話大亂逗（英语：Revolting Rhymes (film)）（小紅帽）
- 星際大戰：DROID的大冒險（科比）※DVD版。
- 湯瑪士小火車：湯瑪士和神奇鐵路（英语：Thomas and the Magic Railroad）（莉莉）
- 魔力W.i.t.c.h.（葳兒·范多姆）

### 數位漫畫
2008年
- VOMIC『惡魔拉法頌』（可愛瑪莉亞）

2012年
- （草摩依鈴）[注 29]

### 廣播節目
- ANIGAME PARADISE（日语：岩男潤子と荘口彰久のスーパーアニメガヒットTOP10#アニガメパラダイス）
- GIRLS BE
- CLUB db（日语：CLUB db）
- CLUB db 2007（日语：文化放送A&G DREAM SQUARE）
- 桑鈴電台殭屍借貸
- 衝上海浪！Anime Journal（日语：波乗り!アニメジャーナル）
- 薔薇的瑪利亞沙藍德無統治王國王立放送局（瑪利亞羅斯）
- 真鱈計劃時間（日语：ファンタジーワールド）
- 彩雲國物語 ～雙劍之舞～（從特別嘉賓升格呈常駐嘉賓）
- 桑島法子的Say！You Young（日语：Say!You Young）（超！A&G+：2010年4月15日）
- HouKo ChroniCle（Flying DOG特設網站：2015年10月7日－10月28日）[161]

### DVD
- CLUB db（日语：CLUB db） journey
- CLUB db（日语：CLUB db） Digital
- 桑島法子的IHATOV朗讀紀行 ～宮澤賢治「銀河鐵道之夜」「春與修羅」～
- 銀河鐵道之夜（天象儀影像，後發行視頻商品）

### 書籍
- YURICA -機動戰艦文庫寫真集
- 桑島法子寫真&隨筆 ～Another Frame～

### 其它
- 角川書店 Newtype（電台廣告旁白）
- 月刊HobbyJAPAN（日语：月刊ホビージャパン）（擔任2004年10月號附錄的「HOW TO BUILD SWORD CALAMITY DVD」旁白）
- 於『機動戰士鋼彈SEED DESTINY』中以聲演的角色「史黛拉·魯西耶」名義獻唱的劇中插入主題歌「深海的孤獨」（有在動畫原聲帶收錄）
- 於『Z.O.E Dolores, i（日语：Z.O.E Dolores, i）』中以聲演的角色「桃樂絲」名義獻唱的劇中插入主題歌「桃樂絲的搖籃曲」（有在動畫原聲帶收錄）
- 天象儀上映全天性CG影像投影作品『銀河鐵道之夜』（KAGAYA工作室製作，2006年）旁白
- 天象儀配給節目『丸少爺 石小僧！』（石小僧）
- 天象儀配給節目『森 ～～』
- NHK特輯（2006年）：旁白
- 節目名稱不詳（2007年12月22日）：旁白（岡山放送）
- NHK第1、FM「旅 岩手篇」（2008年7月1日。萊自金崎町公所）
- 青二Production設立30週年活動：火鳥
- 青二Production設立40週年活動：朗讀劇人造人009（飾演003）
- 青山二丁目劇場Voice Fair 2007：朗讀劇「天切松 闇」（飾演靜子）
- 青山二丁目劇場Voice Fair 2011：朗讀劇「卜多力的一生（日语：グスコーブドリの伝記）」（飾演卜多力）
- 改變世界的電視（聲音出演）
- 世界衝擊的故事（日语：実録世界のミステリー）（聲音出演）
- 美聲時鐘（日语：BIJIN&Co.）（2010年，行動應用程式）
- CM GUNDAM VERSUS（日语：ガンダムバーサス） 德姆篇（2017年，聲音出演[162]）
- 瑪奇 露娜與潘的奇幻LIVE（露娜）
- 2006/11/22～11/26劇團HEROHERO-Q公司 （页面存档备份，存于）第16回公演「SYU-RA 煉 生死」吉祥寺前進座劇場（全7次公演，飾演阿鞠）
- 聲優×怪談 第1夜「赤之怪談」（2019年8月14日）、第2夜「黑之怪談」（2019年8月15日）[163]

## 音樂作品

### 單曲
| 枚數 | 發行日期       | 單曲名稱（日文名稱） | 規格編號 | 最高排名 |
| ---- | -------------- | -------------------- | -------- | -------- |
| 1st  | 1996年10月23日 |                      |          | 第9名    |
| 2nd  | 1998年         | Believe              |          |          |
| 3rd  | 1999年11月10日 | 解放！               |          |          |

### 專輯

#### 原創專輯
| 枚數 | 發行日期       | 專輯名稱（日文名稱）                 | 規格編號 | 最高排名 |
| ---- | -------------- | ------------------------------------ | -------- | -------- |
| 1st  | 2001年12月12日 | Flores ～死者賜予的花束（Flores ～） |          |          |

#### 企劃精選專輯
| 枚數 | 發行日期       | 專輯名稱（日文名稱）                   | 規格編號   | 規格編號      | 最高排名 |
| 枚數 | 發行日期       | 專輯名稱（日文名稱）                   | 初回限定盤 | 通常盤        | 最高排名 |
| ---- | -------------- | -------------------------------------- | ---------- | ------------- | -------- |
| 1st  | 2000年7月26日  | Realigi 角色歌曲精選（realigi ）       | －         |               |          |
| 2nd  | 2002年4月3日   | Db/songbook feat.桑島法子              | －         |               |          |
| 3rd  | 2003年9月26日  | 角色歌曲BEST en route（BEST en route） | －         |               |          |
| 4th  | 2005年12月16日 | 純色brilliant                          | －         | VICL-61995    | 第125名  |
| 5th  | 2015年10月21日 | HouKo ChroniCle                        | VTZL-104   | VTCL-60413～5 | 第31名   |

### 角色歌曲
年份不詳
- 雷弩機兵
- ！曲
- SWEET MELODY ～GIRLS SOUND COLLECTION～ Vol.2

1997年
- 沒有說一聲再見 BOYS BE… 原聲音樂（GIRLS BE<桑島法子×豐嶋真千子>名義，2月21日）
- 真夜中（GIRLS BE名義，6月22日）
- 法國菜大作戰（GIRLS BE名義，8月21日）

2002年
- 笑園漫畫大王 角色CD Vol.5 神樂
  - 「Lazy Crazy 」（廢人S<瀧野智、神樂、春日步>，7月24日）

2004年
- 君…（12月30日）

2008年
- Sound Horizon 6th Story CD「Moira」

2012年
- 光明之刃 角色歌曲專輯
  - 「紫月的葬禮詩」（羅莎琳德）
  - 「金光閃閃的安魂曲」（羅莎琳德）
  - 「閃耀的旗幟」（阿露蒂娜、艾爾米娜、密絲媞、冬華、羅莎琳德）

### 朗讀故事
- 夢（勇魚）
  - 主題歌「光中」（歌：S-nery）
  - 插入歌「Radio Kiss」
- 東京星行（珊瑚）
  - 插入歌「片思人魚 -珊瑚-」
- 飛教室他短編
  - 「飛教室」
  - 「最後夏」
- （硝子坂）

### 影像作品
- First&Last Documentary（GIRLS BE<桑島法子×豐嶋真千子>名義，VHS 1998年8月28日發行）

## 腳註

## 外部連結
- 青二Production公式官網的聲優簡介 （页面存档备份，存于） （日語）
- 「朗讀夜」官方網站 （日語）
- 的X（前Twitter） （日語）
- 唱片公司（今flyingDOG）官方網站 （页面存档备份，存于） （日語）
- 日本電影數據庫（JMDb）上桑岛法子的資料（日語）
- 桑島法子 （页面存档备份，存于） （日語）－allcinema（日语：allcinema）
- 桑島法子 （页面存档备份，存于） （日語）－KINENOTE
- Houko Kuwashima在互联网电影资料库（IMDb）上的資料（英文）
- 桑島法子 （页面存档备份，存于） （日語）－Movie Walker（日语：Movie Walker）